# Râul Mociar, Holod
Râul Mociar este un curs de apă, afluent al râului Holod. 

## Hărți
- Harta munții Apuseni